# Tões
Tões é uma povoação portuguesa do Município de Armamar que foi sede da extinta Freguesia de Tões, freguesia que tinha 2,02 km² de área e 133 habitantes (2016), e, por isso, uma densidade populacional de 75,6 hab/km².
A Freguesia de Tões foi extinta em 2013, no âmbito de uma reforma administrativa nacional, tendo o seu território sido agregado à Freguesia de Armamar.

## População
| Nº de habitantes residentes | Nº de habitantes residentes | Nº de habitantes residentes | Nº de habitantes residentes | Nº de habitantes residentes | Nº de habitantes residentes | Nº de habitantes residentes | Nº de habitantes residentes | Nº de habitantes residentes | Nº de habitantes residentes | Nº de habitantes residentes | Nº de habitantes residentes | Nº de habitantes residentes | Nº de habitantes residentes | Nº de habitantes residentes | Nº de habitantes residentes |
| --------------------------- | --------------------------- | --------------------------- | --------------------------- | --------------------------- | --------------------------- | --------------------------- | --------------------------- | --------------------------- | --------------------------- | --------------------------- | --------------------------- | --------------------------- | --------------------------- | --------------------------- | --------------------------- |
| 1864                        | 1878                        | 1890                        | 1900                        | 1911                        | 1920                        | 1930                        | 1940                        | 1950                        | 1960                        | 1970                        | 1981                        | 1991                        | 2001                        | 2011                        |                             |
| 295                         | 290                         | 285                         | 295                         | 261                         | 273                         | 285                         | 293                         | 305                         | 277                         | 242                         | 214                         | 184                         | 195                         | 147                         |                             |

1. ↑  Diário da República, 1.ª Série, n.º 19, Lei n.º 11-A/2013 de 28 de janeiro (Reorganização administrativa do território das freguesias). Acedido a 2 de fevereiro de 2013.
2. ↑  Instituto Nacional de Estatística (Recenseamentos Gerais da População) - https://www.ine.pt/xportal/xmain?xpid=INE&xpgid=ine_publicacoes